# The Bishops Avenue
Billionaires' Row (português: Ala dos bilionários) de Londres refere-se à área que abrange a Bishops Avenue e adjacências, conhecida por suas propriedades extremamente luxuosas e caras, e muitas vezes associada aos jardins de Kensington Palace. A avenida principal está localizada no norte da cidade, próxima a Hampstead Heath. A região nobre é famosa por abrigar algumas das residências mais caras do mundo, pertencentes a bilionários, magnatas e membros da realeza. Ao contrário das outras Billionaires' Rows (Bombaim, Nova Iorque e Hong Kong) que são verticalizadas através de seus arranha-céus, apartamentos de luxo e coberturas, essa possui casario baixo, representado por suas mansões e palácios, que lembram o modo de urbanismo inglês de bairro-jardim.

## Termo
O termo "Billionaires' Row" foi criado para descrever áreas urbanas que abrigam propriedades de altíssimo luxo, geralmente associadas a bilionários. Inicialmente este termo foi associado a construção de uma série de arranha-céus residenciais de ultra-luxo localizados perto do extremo sul do Central Park, em Midtown Manhattan, Nova York. Não é apenas um termo geográfico, mas também um símbolo de opulência e exclusividade, usado para descrever locais onde o preço médio das propriedades é extremamente alto, refletindo a concentração de riqueza e o mercado imobiliário de luxo. Essas áreas são frequentemente vistas como representações do auge do mercado imobiliário de luxo, atraindo tanto admiração quanto críticas. Elas são projetadas para atender às necessidades dos ultra-ricos, oferecendo vistas espetaculares e comodidades exclusivas, mas também levantam questões sobre desigualdade e acessibilidade urbana. "Billionaires' Row" tem sido adotado em outras cidades ao redor do mundo para descrever áreas similares, como em New York, Hong Kong e Mumbai, onde propriedades de luxo atraem bilionários globais.

## Características
A Bishops Avenue é uma das ruas mais ricas do mundo, situada em uma área que combina tranquilidade com proximidade ao centro urbano. As propriedades nesta avenida são conhecidas por seus terrenos amplos e mansões de grande porte, muitas vezes com mais de 8000 pés quadrados de área. Localizada em Londres N2, conecta o lado norte de Hampstead Heath em Kenwood (Hampstead Lane), Hampstead, a East Finchley e está na fronteira entre os distritos de Barnet e Haringey. É considerada como o epicentro da área nobre, juntamente com a Winnington Road e a Ingram Avenue. A Avenida Ingran foi nomeada em homenagem a Arthur Winnington-Ingram, que, como Bispo de Londres, possuía grande parte da área circundante após uma concessão de terras em 1904. A maior parte da terra foi vendida de forma privada no início do século XX, e hoje apenas uma casa na rua é propriedade da Igreja (o número 46 da Avenida dos Bispos).
A avenida principal possui 66 casas desce em um sentido norte-sul e, junto com a paralela Winnington Road, exibe uma variedade de estilos arquitetônicos. Os preços médios das propriedades na avenida ultrapassaram £1 milhão no final da década de 1980, e cada propriedade ocupa um terreno de 2 a 3 acres. As residências nesta área são verdadeiros exemplos de luxo e sofisticação, muitas vezes equipadas com comodidades extravagantes, como spas subterrâneos, galerias de arte à prova de bombas e banheiros de mármore deslumbrantes. As propriedades são extremamente valiosas, com algumas mansões avaliadas em centenas de milhões de libras. No entanto, o estado de abandono de algumas delas tem gerado discussões sobre o uso e a preservação desses imóveis. Em 2006, as menores casas da rua estavam à venda por £5 milhões, enquanto uma casa maior, a Toprak Mansion de 30.000 pés quadrados (2.800 m²) do magnata turco Halis Toprak, foi vendida em grande segredo ao presidente do Cazaquistão, Nursultan Nazarbayev, por £50 milhões em janeiro de 2008, tornando-se uma das casas mais caras do mundo, conforme listado pela revista Forbes. As casas na rua estão no mercado por até £65 milhões.
O The Guardian revelou em 2014 que, no total, 16 das propriedades (avaliadas em cerca de £350 milhões) estão abandonadas e não são habitadas há várias décadas. De acordo com um residente, talvez apenas três das casas estejam ocupadas de forma permanente. A maioria das propriedades na parte mais cara da avenida está registrada em empresas em paraísos fiscais, incluindo as Ilhas Virgens Britânicas, Curaçao, as Bahamas, Panamá e as Ilhas do Canal, permitindo que proprietários internacionais evitem pagar imposto de selo na compra e permaneçam anônimos.[carece de fontes?]
Apesar de sua reputação de riqueza, muitas das mansões em The Bishops Avenue estão vazias ou em estado de abandono, com algumas propriedades deixadas para deteriorar por décadas. Isso se deve, em parte, ao fato de que muitos proprietários são investidores internacionais que não residem permanentemente no local. Possui áreas que se aproximam do conceito urbanístico inglês de cidade-jardim. Por exemplo, os Kensington Gardens, que oferecem um grande espaço verde que contribui para a sensação de um ambiente mais natural e integrado à cidade. Além disso, Londres possui vários parques e jardins que são parte de seu planejamento urbano, como o Hyde Park e o Regent's Park, que são exemplos de como a cidade incorpora áreas verdes significativas em seu tecido urbano.[carece de fontes?]
Embora a "Billionaires' Row" em si seja principalmente residencial, ela está localizada perto de várias atrações turísticas de Londres. Isso inclui o Palácio de Kensington, que é uma residência real e um ponto de interesse histórico e cultural. A região de Kensington é conhecida por abrigar alguns dos museus mais importantes da metrópole, como o Museu de História Natural e o Museu Vitória e Alberto, que estão a uma curta distância.[carece de fontes?]

### Residentes
A área é famosa por suas mansões opulentas, muitas das quais pertencem a bilionários e figuras influentes, como: monarcas, magnatas dos negócios e celebridades. Um agente imobiliário da área, Trevor Abrahmsohn, disse em 2006: "Entre os círculos mais ricos do mundo".  Os proprietários das casas na rua incluem o Sultão de Brunei e membros da Casa de Bolkiah, o editor e magnata da imprensa Richard Desmond, o colecionador de arte e filantropo Poju Zabludowicz, o industrial Lakshmi Mittal, o magnata russo Roman Abramovich. e o magnata imobiliário Andreas Panayiotou.
Ex-residentes da rua incluem o empresário iraquiano Nemir Kirdar, Sir Billy Butlin, Dame Gracie Fields, Katie Boyle, Sir Peter Saunders (produtor da peça The Mousetrap), os empresários Asil Nadir e Emil Savundra e Heather Mills (a ex-esposa de Paul McCartney), que possuía um apartamento lá. Dez das casas na rua, pertencentes à Casa de Saud, foram vendidas por £73 milhões.